# Bejbut Szumenow
Bejbut Szumenow (ros. Бейбут Шуменов, kaz. Бейбіт Шүмен, Bejbyt Szumen; ur. 19 sierpnia 1983 w Szykmencie) – kazachski bokser, były mistrz świata federacji WBA w wadze półciężkiej.

## Kariera amatorska
Reprezentant Kazachstanu na Letnich Igrzyskach Olimpijskich 2004 w Atenach.
- wygrana z Aleksym Kuziemskim  Polska 34:22
- przegrana z Ihsanem Yildirimem Tarhanem  Turcja 19:27

Zdobył złoty medal na Mistrzostwach Azji w boksie amatorskim w 2004 roku.

## Kariera zawodowa
Na zawodowych ringach zadebiutował 17 listopada 2007 wygrywając przez techniczny nokaut w pierwszej rundzie z Walterem Edwardsem. 2 sierpnia 2008 pokonał jednogłośną decyzją byłego mistrza WBC Montella Griffina. W swoim dziewiątym pojedynku 15 sierpnia 2009 zmierzył się z mistrzem WBA w wadze półciężkiej Gabrielem Campillo ulegając decyzją większości, Do pojedynku rewanżowego doszło pięć miesięcy później w którym Szumenow pokonał Campillo niejednogłośną decyzją zdobywając mistrzostwo WBA. W swojej pierwszej obronie pokonał jednogłośną decyzją oficjalnego pretendenta Wiaczesława Użełkowa. 8 stycznia 2011 miało dojść do walki unifikacyjnej z mistrzem federacji WBO Jürgenem Brähmerem jednakże na cztery dni przed galą pojedynek został odwołany z powodu ostrego zatrucia pokarmowego Brähmera. Gala nie została odwołana a Niemca w ostatniej chwili zastąpił były mistrz wagi średniej William Joppy, który został znokautowany w szóstej rundzie.

### Walka unifikacyjna z Bernardem Hopkinsem
19 kwietnia 2014 Szumenow zmierzył się w pojedynku unifikacyjnym z mistrzem IBF, Bernardem Hopkinsem. Po dwóch wyrównanych starciach, Amerykanin przejął inicjatywę i wygrał pojedynek niejednogłośną decyzją sędziów (111-116, 111-116, 114-113). Punktacja ostatniego sędziego punktującego dla Kazacha została określona jako skandaliczna.
13 grudnia 2014 w Las Vegas, Szumenow zwyciężył przez RTD w piątej rundzie z Amerykaninem Bobbyˈm Thomasem Jr (14-2-1).
25 lipca 2015 w Las Vegas pokonał na punkty 116:112, 116:112 i 116:112 Amerykanina BJ Floresa (31-2-1, 20 KO), zdobywając pas WBA wersji tymczasowej.
21 maja 2016 w Las Vegas pokonał przez techniczny nokaut w dziesiątej rundzie Amerykanina Juniora Anthony’ego Wrighta (15-2-1, 12 KO).
7 lipca 2018 w Astanie wrócił po ponad dwuletniej przerwie, zdobył pas WBA Regular kategorii junior ciężkie, pokonując w dziewiątym starciu Turka Hizni Altunkaya (30-2, 17 KO).